# Alliance Sud
Notes
membres: Swissaid, Action de Carême, Pain pour le prochain, Helvetas, Caritas, EPER, Solidar Suisse et Terre des hommes
Alliance Sud est un centre de compétence suisse pour la coopération internationale et la politique de développement. Les membres ordinaires de l'association sont les organisations non gouvernementales Swissaid, Action de Carême, Helvetas, Caritas, Entraide protestante suisse (EPER), Solidar Suisse et Terre des hommes. La Croix-Rouge suisse, Brücke Le Pont, Biovision, Unité et Comundo sont des organisations de soutien et des membres associés.  
L'objectif d'Alliance Sud est d'influencer la politique du gouvernement et du Parlement suisses en faveur des personnes les plus vulnérables dans le Sud global. Pour ce faire, l'organisation mène des activités de lobbying auprès du monde politique, de l’administration et de l’économie ainsi qu'un travail intensif de relations publiques sur les aspects de la politique de développement de la politique étrangère et intérieure suisse. 
Alliance Sud est indépendante de tout parti politique. Elle est soutenue et financée par ses membres ordinaires et associés.

## Origine et idée
En 1971, quatre organisations suisses de développement (Swissaid, Action de Carême, Pain pour le prochain et Helvetas) ont fondé la Communauté de travail des œuvres d’entraide (devenue entre-temps Service d'information Tiers-Monde / i3m, puis Alliance Sud depuis 2005). L'idée derrière cette initiative était qu'il ne suffisait pas d’aider les gens à s’aider eux-mêmes dans les pays pauvres. Il s’agissait de changer en parallèle la politique des pays riches du Nord global pour permettre le développement du Sud. En 1992, Caritas Suisse et, en 2003, l'Entraide Protestante Suisse (EPER) ont rejoint le groupe. Depuis 2022, Solidar Suisse et Terre des hommes sont également membres d'Alliance Sud. 

## Thèmes de travail
L'organisation traite des thèmes qui, selon elle, sont centraux pour la justice mondiale et une Suisse respectueuse de la planète. 

### Coopération au développement
L'organisation suit de manière critique l'orientation thématique de la coopération internationale (CI) de la Suisse ainsi que le budget consacré à la CI. Elle s'engage ainsi pour que la Suisse augmente ses dépenses d’aide publique au développement (APD ; Official Development Assistance, ODA) à 0,7 % du revenu national brut (RNB), comme le recommande l'ONU. En 2007/2008, Alliance Sud et plus de septante autres organisations ont mené la campagne publique « Ensemble contre la pauvreté » et récolté plus de 200’000 signatures pour l'augmentation de l'aide suisse au développement. Cette campagne a connu un succès partiel : au printemps 2011, le Parlement suisse a décidé d'augmenter l'APD à au moins 0,5 % du RNB d'ici 2015 (en 2010, elle s'élevait à 0,41 %). Cet objectif n'est toutefois toujours pas atteint : en 2024, le taux d'APD était de 0,38 % (sans les coûts liés à l'asile), et selon le plan financier, il tombera à 0,34 % en 2028. 

### Relations commerciales équitables
L’organisation s’engage pour des relations commerciales Nord – Sud équitables, c’est à dire qui respectent la marge de manœuvre et l’espace politique des pays du Sud global. Ceci doit leur permettre de mener des politiques agricoles, industrielles et de santé dans l’intérêt de leurs populations les plus pauvres. Pour cela, Alliance Sud demande que la voix des pays du Sud global soit entendue et respectée à l’Organisation mondiale du commerce (OMC), notamment en ce qui concerne les exceptions aux droits de propriété intellectuelle sur les médicaments et les vaccins. Au niveau bilatéral, elle prône des accords de libre-échange respectueux des droits humains et de l’environnement et des études d’impact sur le développement durable qui permettent d’identifier à l’avance les secteurs à risque et d’y remédier. Elle s’engage également pour des accords de protection des investissements qui permettent au pays du Sud global de réguler dans l’intérêt public, sans risquer des plaintes devant des tribunaux arbitraux telles que permises par le mécanisme de règlement des différends entre investisseurs et États (ISDS).

### Justice fiscale
Alliance Sud s'engage pour que la Suisse, en tant que place financière mondiale et site d'implantation de nombreuses multinationales, mène une politique financière et fiscale équitable. Celle-ci ne doit pas se faire au détriment des pays du Sud, mais doit plutôt favoriser un développement durable à l'échelle planétaire. Car la Suisse est toujours la plus grande place financière offshore du monde. Elle n'est pas seulement l'un des sites majeurs d’implantation des multinationales, mais aussi le centre dominant de négoce des matières premières. D’où sa grande responsabilité globale en tant que place économique. La Suisse dispose donc de leviers forts pour contribuer à mettre le monde sur la voie d'un développement durable et équitable. Alliance Sud s'engage pour que la politique suisse crée les bases légales permettant d'utiliser correctement ces leviers. Pour ce faire, elle collabore étroitement avec des réseaux internationaux d'ONG comme Global Alliance for Tax Justice (Alliance mondiale pour la justice fiscale), Tax Justice Network (Réseau mondial pour la justice fiscale), ICRICT ou Eurodad.

### Justice climatique
Alliance Sud œuvre pour que la Suisse respecte les engagements de l'accord de Paris sur le climat, notamment concernant sa responsabilité climatique globale et ses devoirs envers les pays du Sud global. Le financement international dans le domaine du climat est au centre de cet engagement. Conformément à l'accord de Paris, la Suisse doit apporter une contribution équitable au montant convenu d'au moins 300 milliards de dollars par an jusqu'en 2035, afin de soutenir les pays du Sud global les plus pauvres et les plus touchés par la crise climatique dans leurs mesures de protection du climat et d'adaptation. Au vu de la responsabilité et de la capacité de la Suisse, Alliance Sud préconise une contribution de 1 % de l'objectif international. 
Plutôt que verser ses contributions au financement climatique en puisant comme jusqu’à présent dans les modestes crédits-cadres de la coopération au développement, la Suisse doit mettre à disposition des « ressources financières nouvelles et additionnelles », comme l'exige la Convention-cadre des Nations Unies sur les changements climatiques. Ce n'est qu'ainsi que la Suisse contribuera à combler le déficit de financement croissant pour la protection et l'adaptation au changement climatique dans le Sud global. 
L'organisation travaille en étroite collaboration avec d'autres organisations de la société civile, est membre de l’Alliance climatique Suisse (Klima-Allianz Schweiz), de Climate Action Network Europe et fait partie du réseau Eurodad. 

### Responsabilité des entreprises
Dans le cadre de l'alliance d'ONG Droit sans frontières, l’organisation s'est engagée en faveur de dispositions légales obligeant les entreprises domiciliées en Suisse à respecter les droits humains et l'environnement partout dans le monde. En été 2012, l’Alliance a remis au gouvernement et au Parlement helvétiques une pétition signée par plus de 135’000 personnes et demandant des règles contraignantes pour les multinationales. Elle a également été l'une des organisations à l'origine de la première initiative pour des multinationales responsables, qui a été soumise au vote le 29 novembre 2020 et acceptée par le peuple, mais rejetée de justesse par les cantons. Alliance Sud est membre de la Coalition pour des multinationales responsables, qui a lancé une deuxième initiative populaire en janvier 2025.  

## Publications
L'organisation publie des fiches d’information, des études et des prises de position. Elle envoie régulièrement une newsletter électronique et publie quatre fois par an la revue « global ».
La revue « global » paraît depuis 2001. Elle est actuellement éditée en français et en allemand. Certains articles sont également traduits en italien et en anglais et publiés en ligne. Le magazine couvre principalement les priorités thématiques d'Alliance Sud et parfois également des domaines apparentés en rapport avec le Sud global. Les auteur.e.s sont des spécialistes d'Alliance Sud et des auteur.e.s invités, comme dans les rubriques « Perspective Sud » et « Derrière les gros titres ». Depuis quelques années, une caricature sur les développements actuels de la politique intérieure et étrangère ainsi que la rubrique « Mise en image » qui présente les œuvres de photographes du Sud global, font partie intégrante du magazine. Dans le « Tour d’horizon », Alliance Sud informe sur les changements de personnel au sein des ONG suisses et des autorités fédérales en charge de la politique de développement.
Il est possible de commander « global » gratuitement en version imprimée. Le magazine peut aussi être lu en version électronique sur le site Internet d'Alliance Sud.